# Oreopanax santanderianus
Oreopanax santanderianus är en araliaväxtart som beskrevs av Hermann Harms. Oreopanax santanderianus ingår i släktet Oreopanax och familjen Araliaceae. Inga underarter finns listade.